# Värmdö skeppslag

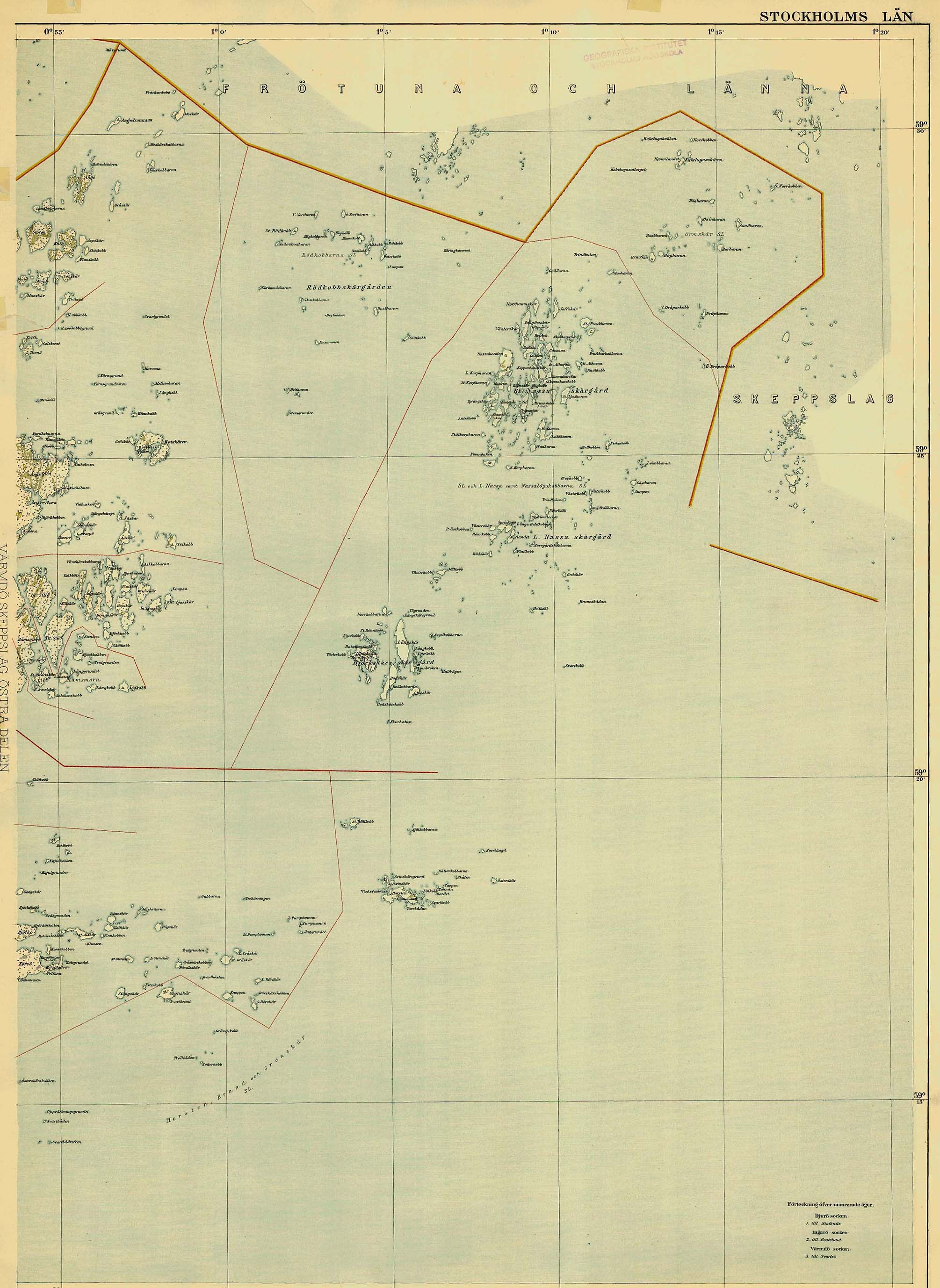
Karta över den yttre delen av Värmdö skeppslag år 1860.

Värmdö skeppslag var ett skeppslag i sydostligaste Uppland, beläget i Stockholms län. Området motsvaras idag av Värmdö kommun,  en del av Nacka kommun (Boo), samt en del av Vaxholms kommun (öarna öster om Vaxholms tätort). Landrealen enligt 1950 års gränser var 437 km². Folkmängden i samma område var år 1800 cirka 4 000, 1850 cirka 6 000, 1900 cirka 8 000, 1950 13 575.
Tingsställe var till 1907 Värmdö för att då flytta till Haga tingshus. I perioden före 1818, även Vaxholm (1810-1815) och före 1745 flera olika platser.  

## Geografi
Värmdö skeppslag bestod uteslutande av öar och holmar i Saltsjön, dels skilda från varandra, dels nästan genomskurna av fjärdar och vikar, och alla av tämligen likartad, fullkomlig skärgårdsnatur. Närmast Stockholm utbreder sig de stora, numera delvis sammanhängande öarna Ormingelandet, Farstalandet, Ingarölandet, Värmdölandet och Fågelbrolandet, vilka tillsammans med närliggande mindre öar har en areal av 334 km², samt öster därom Vindö och Djurö. Öarna hade i sitt inre en med närliggande fastlandsområden överensstämmande vildmarksnatur med spridd odling och bebyggelse. Närmast Stockholm låg tidigt villa- och fritidshusområden. Öster och norr om Kanholmsfjärden vidtar yttre skärgården med några få större öar, såsom Möja, Runmarö och Sandön med Sandhamn, men oräkneliga småöar och skär skilda av vida fjärdar. Skeppslaget gränsade i nordväst till Danderyds skeppslag, och i sydväst till Svartlösa och Sotholms härader på Södertörn. I norr låg Åkers samt Frötuna och Länna skeppslag. 
De största och äldsta tätorterna i området är Gustavsberg, uppvuxen som industrisamhälle kring den 1827 grundade porslinsfabriken och nu centralort i Värmdö kommun, och Boo (tidigare Björknäs) som i början av 1900-talet började växa fram som en villaförort till Stockholm. Idag räknas hela området till Stor-Stockholm och har många tätorter, huvudsakligen med villabebyggelse.

### Socknar
Värmdö skeppslag omfattade vid 1900-talets början sex socknar.
I Värmdö kommun
- Djurö
- Gustavsberg bildades 1902
- Ingarö
- Möja
- Värmdö

I Nacka kommun
- Boo

Södra Ljusterö överfördes 1869 till Åkers skeppslag från att tidigare tillhört detta skeppslag.

## Historia
Inom området har man funnit flera gravfält från järnåldern, liksom en runsten. På grund av landhöjningen stod havsytan år 1000 ca. 4 meter högre än nu, så många dåtida vattenvägar är numera uttorkade.
Namnet Värmdö, som år 1314 omnämns som Wermdo, kommer ursprungligen av vattnen i den viktiga farleden Vindöström vilka höll sig öppna lång tid vintertid, alltså bokstavligen Ön vid det värmda vattnet. Tingsplatsen var belägen vid Värmdö kyrka mitt på Värmdön och omnämns första gången år 1322 men var förmodligen betydligt äldre. Under vikingatiden verkar norra Värmdölandet vara den del av skeppslaget där merparten av bebyggelsen var lokaliserad, vilket gravfält från den tiden vittnar om. Under medeltiden skedde dock en kolonisation också av övriga öar och befolkningen växte. Småskaligt jordbruk, säljakt och fiske utgjorde länge basnäringarna på skärgårdsöarna och det var först under början av 1800-talet som andra näringar i form av en del industri tillkom, främst i Gustavsberg. 
Vattenvägarna har givetvis varit av stor vikt under skeppslagets historia. Som skeppslag följde en skyldighet att ställa fyra fartyg och totalt 100 man till förfogande för kungens ledung och under 1500-talet kom flottan att ha sin ankringsplats vid Djurhamn på Djurö. Lotsning har också kommit att vara en viktig bisyssla för skärgårdsborna och under 1600-talet upptäcktes Sandhamns strategiska läge vid ingången till farlederna mot Stockholm. Här byggdes därför en skans, och lots- och tullverksamheten kom att lokaliseras till, där den alltjämt finns kvar.
Tidigast omfattade skeppslaget en enda socken, Värmdö socken, men en rad utbrytningar ledde till att antalet slutligen var sex. Södra Ljusterö bildades 1631, Boo 1635, Möja 1638, Djurö 1683, Ingarö 1792 och Gustavsberg 1902.
Södra Ljusterö förenades 1869 med Norra Ljusterö i Åkers skeppslag. Gränsen mellan de båda skeppslagen förändrades dock inte förrän 1889, fr.o.m. vilket år alltså hela Ljusterö tillhörde Åkers skeppslag. 1869 överfördes också en del av Värmdö församling till Vaxholms församling. Området (som ibland kallades "Vaxholms landsförsamling" trots att det inte var en egen församling) omfattade Rindö, Skarpö, Tynningö och ett flertal andra mindre öar och holmar, och trots församlingsbytet fortsatte det att tillhöra Värmdö kommun. 1913 blev dock Rindö en del av Vaxholm även i kommunalt avseende, och 1950 blev hela "Vaxholms landsförsamling" en del av Vaxholms stad.

## Län, fögderier, domsagor, tingslag och tingsrätter
Häradet har sedan 1720 hört till Stockholms län, innan dess Södermanlands län (1634-1635, 1689-1719), Upplands län (1636-1639, 1648-1651, 1654-1688) och i perioderna däremellan till Stockholms län. Församlingarna i häradet tillhör(de) alla före 1 juli 1942 Strängnäs stift, därefter till Stockholms stift. 
Häradets socknar hörde till följande fögderier:
- 1720–1881 Åkers, Frötuna och Länna, Värmdö fögderi
- 1882–1885 Danderyds, Åkers, Värmdö fögderi
- 1886–1917 Vaxholms fögderi
- 1918–1966 Värmdö fögderi
- 1967–1990 Nacka fögderi

Häradets socknar tillhörde följande domsagor, tingslag och tingsrätter:
- 1680–1906 Värmdö skeppslags tingslag i 
  - 1680 Danderyds, Värmdö, Sollentuna, Sotholms, Svartlösa och Öknebo häraders domsaga
  - 1681–1688 Värmdö, Sjuhundra, Lyhundra, Frötuna, Länna, Långhundra och Åkers härad/skeppslag domsaga
  - 1689–1714 Danderyds, Värmdö, Sollentuna Ärlinghundra, Bro, Håbo och Åkers häraders domsaga
  - 1715–1718 Danderyds, Långhundra, Seminghundra, Vallentuna, Ärlinghundra, Åkers, Värmdö och Sollentuna härad/skeppslag domsaga
  - 1719–1770 Danderyds, Långhundra, Seminghundra, Vallentuna, Ärlinghundra, Åkers, Värmdö, Sollentuna och Färentuna häraders/skeppslags domsaga
  - 1771–1843 Danderyds, Värmdö, Sollentuna, Vallentuna och Åkers häraders domsaga
  - 1844–1906 Danderyds, Värmdö, Sollentuna, Färentuna och Åkers häraders domsaga, från 1870 benämnt Södra Roslags domsaga
- 1907–1970 Södra Roslags domsagas tingslag i Södra Roslags domsaga

- 1971–1976 Södra Roslags tingsrätt och dess domsaga, dock ej områdena i Nacka kommun
- 1971– Nacka tingsrätt och dess domsaga för områdena i Nacka kommun, från 1977 även för områdena i Värmdö kommun

### Webbkällor
- Nationella arkivdatabasen för uppgifter om fögderier, domsagor, tingslag och tingsrätter